# Carl Nicolai Starcke

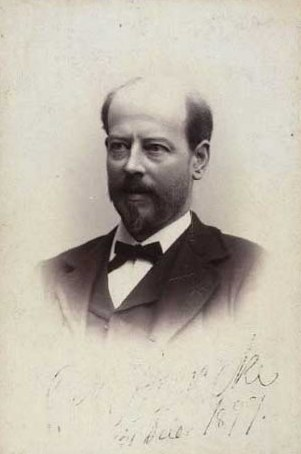
Starcke år 1897

Carl Nicolai Starcke, född den 29 mars 1858, död den 7 mars 1926, var en dansk sociolog och filosofisk författare.
Starcke tog 1881 magisterkonferens och 1883 doktorsgrad i filosofi samt var 1899–1911 föreståndare för Det danske selskabs skola, som leddes efter rätt egna grundsatser, men inte bar sig. 
Han invaldes 1913 i folketinget och slöt sig närmast till Venstre, fastän han förr hyllat ganska radikala åsikter. Han var ledamot av folketinget till och med 1918. Senare gick han med i Retsforbundet.
År 1916 blev Starcke professor i filosofi vid universitetet.  Han skrev även läroböcker i pedagogik, psykologi och logik samt ekonomisk-politiska arbeten.